# Zdeněk Bahenský (1952)
Zdeněk Bahenský (* 11. července 1952) je bývalý český hokejový obránce. Jeho syn Zdeněk je ligový hokejista.

## Hokejová kariéra
V československé lize hrál za CHZ Litvínov. Odehrál 4 ligové sezóny, nastoupil ve 122 ligových utkáních, dal 7 gólů a měl 2 asistence. V nižších soutěžích hrál během vojenské služby za VTJ Dukla Příbram a po skončení ligové kariéry za TJ Slovan Ústí nad Labem.

## Klubové statistiky
| Sezona    | Klub                     | Soutěž  | Základní část | Základní část | Základní část | Základní část | Základní část |
| Sezona    | Klub                     | Soutěž  | Z             | G             | A             | B             | TM            |
| --------- | ------------------------ | ------- | ------------- | ------------- | ------------- | ------------- | ------------- |
| 1971/1972 | VTJ Dukla Liberec        | 2. liga | -             | -             | -             | -             | -             |
| 1972/1973 | VTJ Dukla Příbram        | 2. liga | -             | -             | -             | -             | -             |
| 1973/1974 | CHZ Litvínov             | 1. liga | 40            | 1             | 0             | 1             | -             |
| 1974/1975 | CHZ Litvínov             | 1. liga | 39            | 3             | 1             | 4             | -             |
| 1975/1976 | CHZ Litvínov             | 1. liga | 23            | 0             | 0             | 0             | -             |
| 1976/1977 | CHZ Litvínov             | 1. liga | 20            | 3             | 1             | 4             | -             |
| 1977/1978 | TJ Slovan Ústí nad Labem | 2. liga | -             | -             | -             | -             | -             |